# Joyce Jacobson Kaufman
Joyce Jacobson Kaufman (El Bronx, 21 de junio de 1929 - Baltimore, 26 de agosto de 2016) fue una química estadounidense conocida por hacer avanzar la ciencia de la química cuántica y por la investigación clínica sobre anestésicos.

## Trayectoria
Nacida en una familia de inmigrantes en El Bronx y educada en la Universidad Johns Hopkins, trabajó en la Sorbona y en Martin Marietta antes de regresar a Johns Hopkins.

## Reconocimientos
Fue elegida miembro del American Institute of Chemists en 1965 y de la Sociedad Estadounidense de Física en 1966. Sus otros reconocimientos incluyen el Premio Médico Garvan de 1973 de la American Chemical Society y la Legión de Honor en 1969.